# 李洪仁
李洪仁（1946年2月—），男，四川平昌人，中华人民共和国政治人物，曾任四川省人民政府秘书长、党组成员、办公厅主任，四川省人大常委会副主任。